# تپه سیاه‌بید ۲
تپه سیاه بید ۲ مربوط به مفرغ- دوره اشکانیان - دوره ساسانیان - دوره ایلخانی است و در شهرستان کرمانشاه، بخش مرکزی، دهستان دورود فرامان، ۱۰۰ متری جنوب شرق روستا ی سیاه بید سفلا واقع شده و این اثر در تاریخ ۱۸ اسفند ۱۳۸۷ با شمارهٔ ثبت ۲۴۹۱۷ به‌عنوان یکی از آثار ملی ایران به ثبت رسیده است.